# Неудачино
Неудачино — деревня в Татарском районе Новосибирской области. Административный центр Неудачинского сельсовета.

## География
Площадь деревни — 138 гектаров.

## Население
| 2002 | 2007 | 2010 |
| ---- | ---- | ---- |
| 522  | ↗531 | ↘474 |

## История
Меннонитское село Нейфельда (позже Неудачино) основано в 1905 г. немецкими переселенцами из Причерноморья. Названо в честь бывшего землевладельца Неудачина, у него переселенцы выкупили земли, на которых первоначально основали хутора, а впоследствии и меннонитское село. Здесь жили семьи Нейфельд, Новак, Панкрац, Штеффен и Регер. В 1910 году в селе жило 13–14 крестьянских менонитских семей, в 1917 — 30, к началу 1926 года здесь проживало уже 60 семей-меннонитов.
С 1928 года здесь действовало Товарищество по обработке земли. В 1930 году в селе был организован колхоз, в 1961 — животноводческая ферма.
В последние десятилетия XX века начались существенные изменения этнического состава из-за массового переезда меннонитов в Германию. В этот же период в Неудачино переселяются русские, приезжают немцы из Казахстана, появляются смешанные семьи.
В 2004 года в селе жило 547 жителей, половина из которых была меннонитско-немецкого происхождения, причём часть меннонитов уже не разговаривала на родном языке.

## Язык
Меннониты деревни владеют как русским, так и платдойч. Причём сначала дети учатся говорить на последнем из них, тогда как русский осваивают уже в школе.

## Традиции

### Праздник Жатвы
После сбора урожая в начале октября меннониты Неудачина отмечают Праздник Жатвы (Erntedankfest). К этому дню готовятся заранее: украшают молитвенный дом и готовят блюда, в том числе, твойбак (Zwieback) — традиционную дрожжевую булочку русских меннонитов. Когда община деревни была многочисленнее, тесто замешивали в молитвенном доме, делили на несколько частей и разносили по домам, где готовили из него различную выпечку, после чего приносили в молитвенный дом обратно. Но с уменьшением числа меннонитов угощения начали стряпать индивидуально
Перед началом торжественного ужина глава меннонитской общины читает проповедь; после следуют молитвы, песни в честь Иисуса Христа, выступления детей и обед.

### Одежда
Традиционные костюмы меннониты, как правило, не носят. Впрочем, некоторые девушки всё же одеваются в длинные юбки и украшают волосы лентой, а замужние покрывают голову платками.

### Браки
Неудачинские меннониты могут заключать брачные союзы с общиной из Солнцевки Омской области. Правда, в этом селе живёт большое число их родственников. Со временем участились и смешанные браки.

## Инфраструктура
В деревне по данным на 2007 год функционируют 1 учреждение здравоохранения и 2 учреждения образования.